# Малая сумчатая мышь
Малая сумчатая мышь (лат. Antechinus minimus) — вид из рода сумчатых мышей семейства хищные сумчатые. Эндемик Австралии.

## Распространение
Подвид A. m. maritimus обитает в прибрежных районах юго-восточной части австралийского штата Южная Австралия и в штате Виктория к западу и включая острова Санди и полуострова Вильсонс-Промонтори. Подвид A. m. minimus встречается в Тасмании и на островах Бассова пролива.
Естественная среда обитания — местности с высокой влажностью и густым подлеском. Обитают в лесах, лесистых местностях, лугах, туссоках.

## Внешний вид
Средний вес взрослой особи — около 42 г. Длина тела — 90-140 мм, хвоста — 60-100 мм. Волосяной покров мягкий, тонкий. Спина от шоколадно-коричневого до черновато-коричневого цвета. Брюхо светло-серое. Морда вытянутая, заострённая. Уши округлые, небольшие. Задние лапы широкие. Имеется большой палец. Когти на передних лапах изогнутые, предназначены для копания.

## Образ жизни
Ведут наземный образ жизни. Гнёзда устраивают в небольших гнёздах из травы и листьев. Активность приходится на ночь. Питаются преимущественно насекомыми.

## Размножение
Имеется сумка. Приплод приносит раз в год. В потомстве до семи детёнышей. Беременность короткая, длится 28 дней. Молодняк отлучается от груди примерно через 105 дней. В конце периода размножения все самцы в колонии погибают. Самки погибают вскоре после отлучение детёнышей от груди примерно в возрасте 1,5 лет. Иногда доживают до 2 лет.